# 錫爾沃特巴赫河
51°40′49.82″N 7°7′26.75″E / 51.6805056°N 7.1240972°E

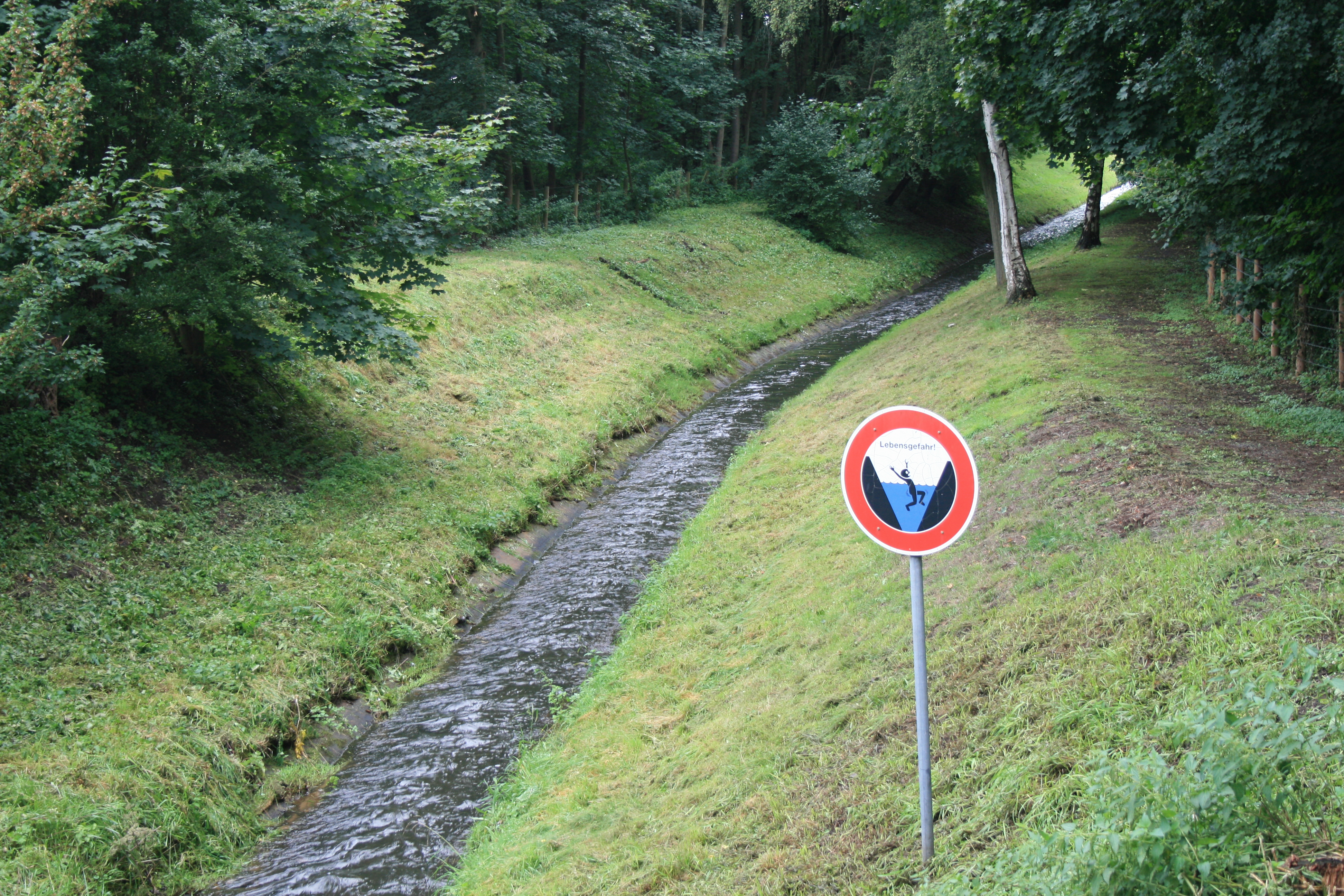

錫爾沃特巴赫河（德語：Silvertbach），是德國的河流，位於該國西部，處於北萊茵-威斯特法倫州，屬於錫京米倫巴赫河的右支流，河道全長11公里，流域面43.5平方公里。